# جاسون

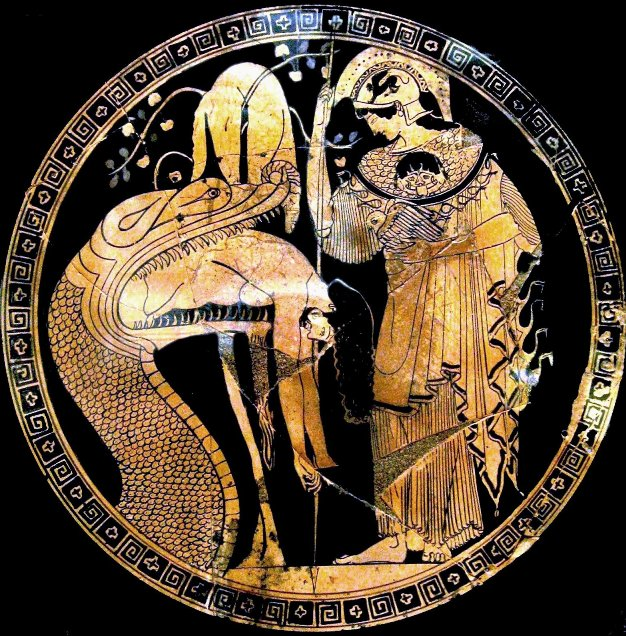
جاسون والأفعى تحاول التهامه وأثينا تريد انقاذه

جاسون أو ياسون هو أحد أبطال الميثولوجيا الإغريقية قام برحلة عظيمة لأخذ الصوف الذهبي من كولخيس كشرط لاستعادة عرشه والعودة.
تبدأ الحكاية في يولكوس في ثيساليا عندما اغتصب بيلياس العرش من أخيه أيسون والد جاسون الذي طالب بالعرش فطالب الابن في العرش فوافق على طلبه على أن ينفذ مهمة خطيرة هي إحضار الصوف الذهبي من أيتس ملك كولخيس، فبنى سفينة أرغو بمساعدة إلهية وانضم معه عدد من الأبطال والمغامرين ومنهم هرقل والشاعر أورفيوس وغيرهم الذين يصل عددهم للخمسين.
بعد رحلة طويلة مليئة بالأحداث وصلوا إلى كولخيس حيث يوجد الصوف الذهبي وتحرسه أفعى في بلاط الملك أيتييس وكانت ابنة الملك هي ساحرة تدعى ميديا وقعت في حب جاسون وساعدته في سرقة الصوف، وقتلت أخاها ونثرت أشلاءه لكي تشتت أباها في مطاردته لهم.
أخذت رحلة العودة وقتا طويلا وعبر مناطق وعرة ويعتقد أنا استمرت عبر أطراف أوروبا، ورجع إلى ثيساليا لكي يطالب بالعرش لكن ميديا وعدت عمه بالشباب فخدعت بناته ليجعلنه يغلي في مرجل حتى الموت لكي سيستعيد شبابه، وذهبت هي وجاسون إلى المنفى في كورنث.
انزعج جاسون من زوجته الشرسة والهمجية وأراد الزواج من أميرة محلية ولكن ميديا قتلت الأميرة بالسحر ثم قامت بقتل ابنيها من جاسون لتعاقبه، وهربت ميديا بعدها إلى أثينا (حيث تقول أساطير أخرى أنها تزوجت من ملكها أيغيوس والد ثيسيوس) ثم إلى كولخيس، أما جاسون فقد مات لاحقا عندما سقط عيه قائم خشبي مهترئ من سفينته القديمة.